# 蟄棲新異鱂
蟄棲新異鱂，為輻鰭魚綱鯉齒目鯉齒亞目花鳉科的其中一種，分布於中美洲尼加拉瓜及哥斯大黎加的淡水流域，體長可達4.5公分，棲息在沙泥底質的溪流，屬雜食性，以藻類、昆蟲等為食，生活習性不明。